# In the Mist of Guerillas
In the Mist of Guerillas — студійний альбом американського реп-гурту Guerilla Maab 3D2, друга платівка Guerilla Maab (колектив змінив назву через вихід зі складу двох учасників), виданий 10 жовтня 2000 р. лейблом Resurrection Music Group. Виконавчі продюсери: Guerilla Maab 3D2 та Rakesh. Останній спродюсував з 1 по 17 трек.

## Список пісень
1. «Maabin'» — 3:56
2. «Double R» (з участю Young Paccinos) — 3:45
3. «Never Give Up» (з участю Young Paccinos та Peaches) — 3:46
4. «In the Mists of Guerillas» — 4:31
5. «Word on the Street, Pt. 1» — 2:24
6. «What U Hatters Say» (з участю Young Paccinos) — 4:10
7. «Let It Be Known» — 3:22
8. «If U Wanna Know» (з участю Young Paccinos та Peaches) — 5:03
9. «Guerilla Pimpin'» — 4:10
10. «Shorty Bounce It» — 4:21
11. «Day in the Life» — 3:04
12. «U See Me» — 3:57
13. «Constant Grind» (з участю Young Paccinos) — 4:15
14. «Don't Say No» (з участю Peaches) — 3:45
15. «Word on the Street, Pt. 2» — 2:53
16. «Pride Comes Before the Fall» — 3:34
17. «What the Lord Has Done» — 4:34
18. «Never Give Up Instrumental» (з участю Peaches) — 3:47
19. «Outro» — 1:21